# Natalus major
Natalus major är en fladdermus i familjen trattöronfladdermöss som förekommer i Västindien. Populationen listades en längre tid som synonym till Natalus stramineus men sedan 2003 godkänns den som art.
Arten är med en absolut kroppslängd av 108 till 110 mm, en svanslängd av cirka 57 mm och med cirka 44 mm långa underarmar större än sina närmaste släktingar. Den har cirka 10 mm långa bakfötter och 17 till 20 mm långa trattformiga öron. Den mjuka och något ulliga pälsen har på ovansidan en ljusbrun-oliv färg och undersidan är ljusare brun med inslag av rosa. På hannarnas nos finns ett organ som liknar i formen en klocka.
Denna fladdermus lever endemisk på ön Hispaniola. Den vistas i låglandet och i bergstrakter upp till 1000 meter över havet. Arten föredrar öns torra landskap.
En mindre grupp av ungefär cirka tio individer vilar tillsammans i en grotta. Sällan har flocken upp till 50 medlemmar. Natalus major jagar olika insekter, troligen i den tätare växtligheten. Arten har en tunn flygmembran och den mister därför mycket vätska under flyget. Troligen uppsöker den därför mera fuktiga grottor.
Fladdermusen är känslig för störningar vid viloplatsen, till exempel från turister eller från personer som samlar guano. Arten listas därför av IUCN som nära hotad (NT).